# China Construction Bank
China Construction Bank Corporation (CCB, in cinese 中国建设银行股份有限公司) è una delle quattro maggiori banche commerciali della Repubblica popolare cinese e la seconda al mondo secondo Forbes Global 2000 con un totale attivo nel 2016 di 3.016,6 miliardi di dollari. Dal novembre 2015 è, secondo il Financial Stability Board, una delle banche di rilevanza sistemica globale.
È quotata alla Borsa di Hong Kong dal novembre del 2005 e in seguito a quella di Shanghai. Al 2023 è risultato il 29º gruppo al mondo per fatturato nella Fortune Global 500, e alla 4ª posizione delle compagnie più influenti al mondo della Forbes Global 2000.

## Storia

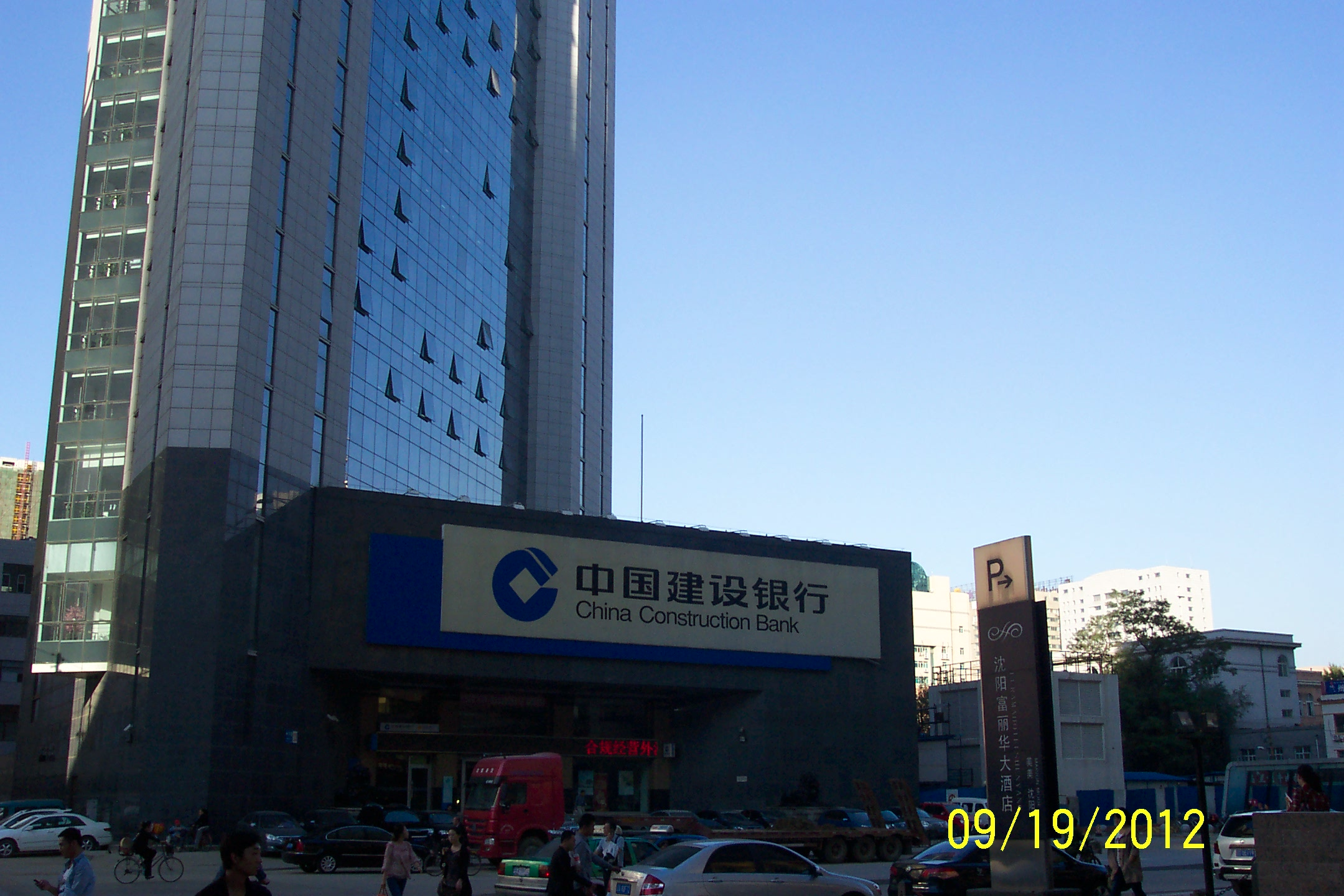
Grattacielo della China Construction Bank a Shenyang

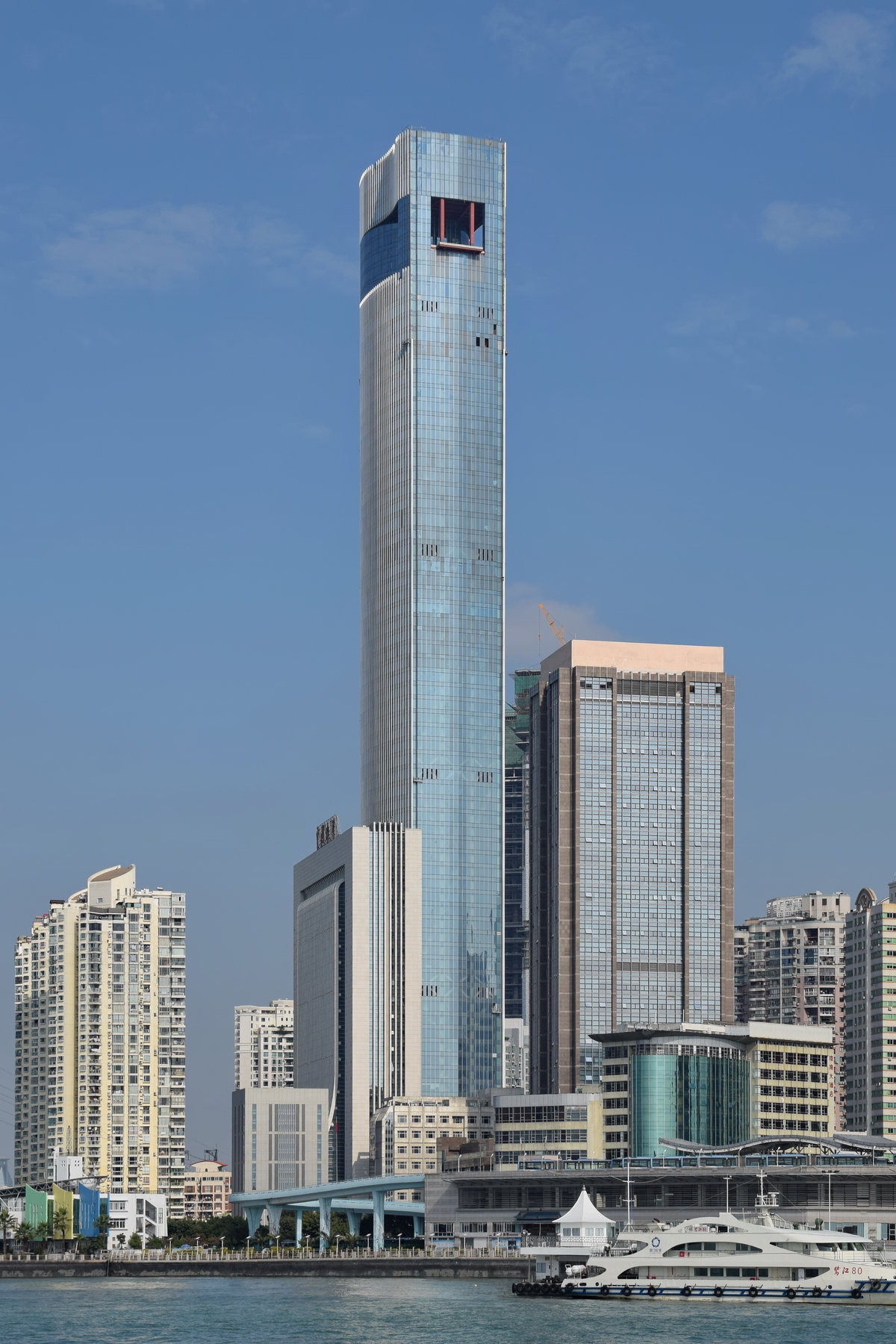
Xiamen International Center di proprietà della CCB

La banca è fondata il 1º ottobre 1954 a Pechino sotto il nome di People's Construction Bank of China (Zhengguo Rénmin Jiànshè Yínháng). Il 26 marzo 1996 cambia nome e diventa China Construction Bank. Nel settembre 2004 nuovo cambio e diventa China Construction Bank Corporation. Un anno più tardi è quotata alla Borsa di Hong Kong raccogliendo 9,23 miliardi di dollari.
Nel 2005 Bank of America acquisisce il 9,9% di China Construction Bank per 3 miliardi di dollari, per poi salire al 20,9% spendendo altri 11 miliardi di dollari. Nel frattempo, nell'agosto del 2006, CCB rileva per 1,24 miliardi di dollari Bank of America Asia, il ramo dell'istituto di credito statunitense operativo a Hong Kong e Macao. Sempre nel 2005 entra nella banca acquisendo il 5,1% Temasek Holdings, fondo sovrano di Singapore.
Nel 2009, in seguito alla crisi finanziaria mondiale e quindi per far fronte alla necessità di rafforzare il proprio capitale, Bank of America monetizza più volte la partecipazione in CCB, cedendo in gennaio 5,62 miliardi di azioni per 2,8 miliardi di dollari e riducendo la partecipazione dal 19,1% al 16,6% e poi in maggio cedendo un altro 5,7% per 7,3 miliardi di dollari. Nel 2011 la banca americana vende un altro 5% di CCB a un consorzio cinese per 8,3 miliardi di dollari. La sua partecipazione si riduce così all'1% della banca cinese.
Nel marzo 2013 CCB investe 150 milioni di dollari per entrare nel mercato russo. Poi, nel maggio 2013, aderisce ai fondi sovrani del Qatar, della Norvegia e dell'Azerbaigian per acquistare il 55% di VTB, la seconda banca russa, per 3,3 miliardi di dollari.  In luglio apre una filiale in Lussemburgo, in novembre rileva in Brasile per 723 milioni di dollari una quota di maggioranza (72%) nel Banco Industrial & Comercial (BicBanco). Questa acquisizione consente a CCB di ottenere le licenze necessarie per entrare nel mercato brasiliano e fa parte della partnership Cina-Brasile firmata nel marzo 2013.
Nel dicembre 2014 China Construction Bank è costituita in Svizzera, a Zurigo. L'anno dopo apre in Francia. Nel giugno 2015 la banca firma una partnership con Euroclear che le consente di accedere al mercato bancario offshore della camera di compensazione belga..  Nel novembre 2015 il Financial Stability Board classifica China Construction Bank come una banca sistemica. Nello stesso anno l'utile della banca sale dello 0,14% a 31 miliardi di euro.
Nel 2016 l'investimento in Brasile vacilla, la sua sussidiaria va avanti segnando perdite per due anni e costringendo la casa madre a iniettare nuovi fondi ($ 200 milioni) per stabilizzare il suo capitale. Nello stesso anno la giustizia degli Stati Uniti rileva che la CCB sta ospitando fondi riciclati dalla Corea del Nord.
Nell'aprile 2018 CCB lancia un'agenzia di riconoscimento vocale completamente automatizzata per identificare i clienti.

## Dati economici
La banca opera con oltre 14.000 filiali e circa 300.000 dipendenti ed è la seconda delle quattro più grandi banche cinesi, le altre sono: Agricultural Bank of China, Industrial and Commercial Bank of China e Bank of China.
Nel 2017 ha registrato ricavi per 134,2 miliardi di dollari con utili di 35 miliardi.